# Karl August Freyer

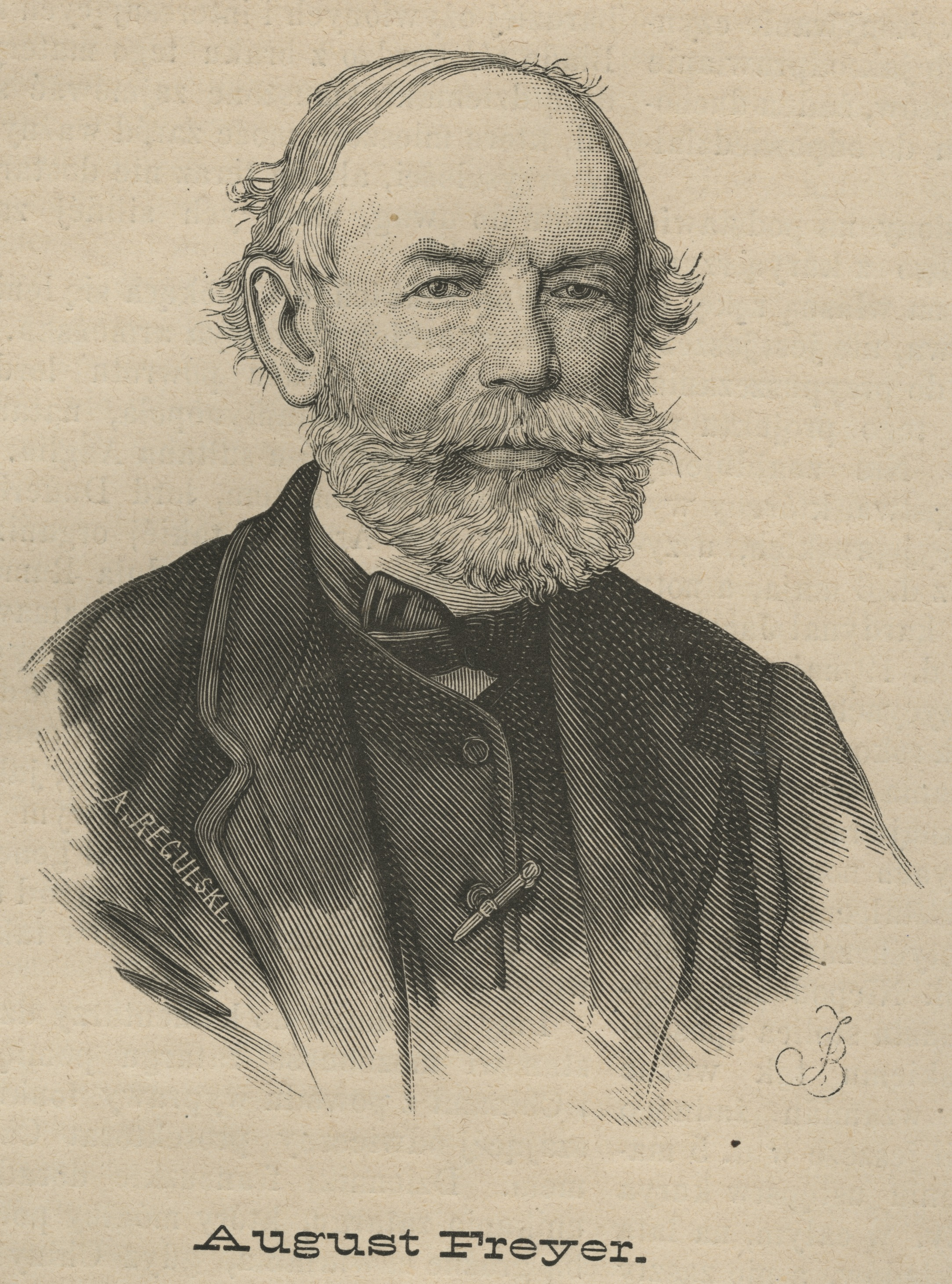

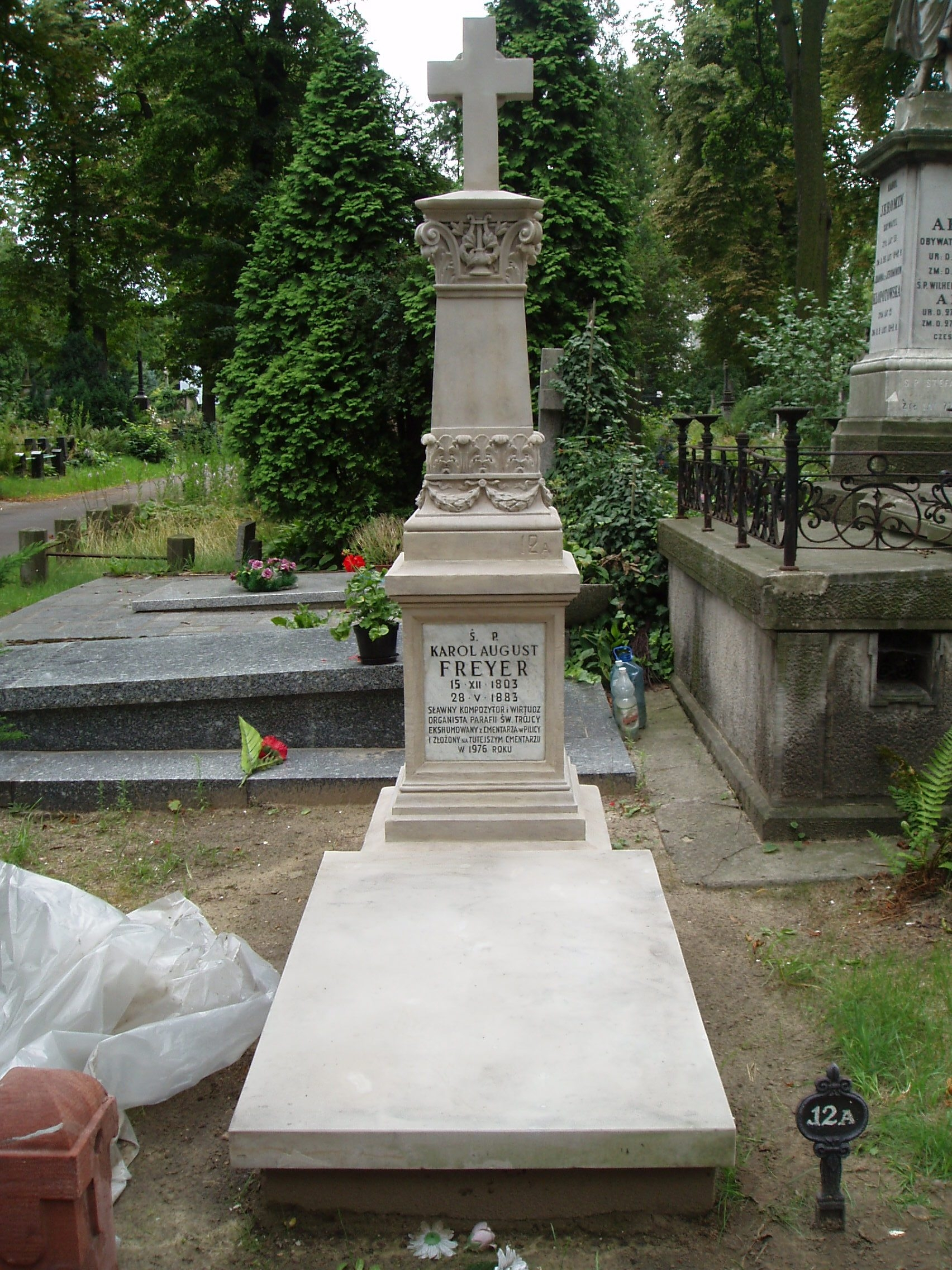
Karl August Freyers Grab in Warschau

Karl August Freyer (in Polen: Karol August, auch nur: August, * 15. Dezember 1801 in Oberschaar; † 28. Mai 1883 in Góra Kalwaria) war ein deutsch-polnischer Organist und Komponist der Kirchenmusik des 19. Jahrhunderts.

## Leben
Karl August Freyer war der Sohn des Gutsbesitzers Johann Gottfried Freyer und seiner Gemahlin Johanna Dorothea geb. Bach. Er zeigte schon als Kind große musikalische Begabung und nahm seit seinem 6. Lebensjahr Musikunterricht beim Annaberger Kantor K. B. Geißler. Im Alter von 10 Jahren zog er nach Leipzig und nahm dort Unterricht der Musiktheorie und Komposition beim berühmten Organisten Friedrich Schneider. Dieser empfahl ihm eine weitere Ausbildung bei dem Warschauer Meister Joseph Xaver Elsner und Freyer ging 1827 nach Polen, wo er bis zum Ende seines Lebens bleiben sollte.
In den ersten drei Jahren seines Aufenthalts in der polnischen Hauptstadt studierte Freyer Musiktheorie an der Musikakademie Warschau und widmete sich dem Unterricht. Er war unter anderem erster Lehrer des damals achtjährigen Stanisław Moniuszko und ein naher Freund von Frédéric Chopin, der ihm sein Porträt, mit einer herzlichen Widmung versehen, schenkte.
1834 unternahm Freyer eine Tournee durch Deutschland, gab Orgelkonzerte unter anderem in Breslau, Berlin, Hamburg und im heimatlichen Sachsen und feierte große Triumphe beim Publikum und bei den Kritikern. Er wurde auch von Meistern wie Felix Mendelssohn Bartholdy und Louis Spohr gelobt. Nach seiner Rückkehr nach Warschau, schon als berühmter Virtuose, eröffnete er eine private Musikschule, die damals die einzige in der polnischen Hauptstadt war, denn nach der Niederlage des polnischen Novemberaufstandes von 1831 wurden sämtliche Hochschulen Warschaus als vermeintliche Unruheherde von russischen Behörden geschlossen. Er leitete die Schule bis 1861 und bildete unbemittelte Schüler ohne Abgaben aus. 1837 übernahm Freyer das Amt des Kirchenorganisten an der Warschauer evangelischen Kirche zur hl. Dreifaltigkeit, die damals die beste Orgel in ganz Kongresspolen besaß, und gründete dort einen Chor, der Werke von großen Meistern aufführte. Die evangelische Kirche in Warschau wurde dadurch zu einem wichtigen Musikzentrum der Stadt.
1861 genehmigten zaristische Behörden die Gründung einer neuen Musikhochschule, des Warschauer Musikinstituts (heute: Fryderyk-Chopin-Musikakademie). Freyer schloss seine Privatschule und übernahm das Amt des Professors des Orgelspiels und der -theorie an der neuen Lehranstalt. Er nahm seine unbemittelten Schüler mit sich und erwirkte Stipendien für sie.
Am 1. Oktober 1879, nach 52 Jahren Arbeit in Polen, ging Freyer in den Ruhestand und zog zu seiner Tochter. 1883 starb er und wurde auf dem evangelischen Friedhof in Pilica begraben. Der seit 1945 ungepflegte Friedhof wurde 1976 eingeebnet. Freyers sterbliche Überreste und sein Grabstein wurden auf den evangelischen Friedhof in Warschau überführt, und am 13. November 1976 wurde er unter Klängen seiner Musik feierlich neu bestattet.

## Familie
1838 heiratete Karl August Freyer Dorothea Einert geb. Roth. Sie war die Witwe des Organisten an der Warschauer evangelischen Kirche Karl Friedrich Einert (* um 1796, Sachsen, † 1836, Warschau). Sie hatten eine Tochter, die den evangelischen Pastor im Dorfe Pilica bei Grójec in der Nähe von Warschau heiratete.

## Werk
Karl August Freyer war nicht nur geschätzter Musikpädagoge und Virtuose, sondern auch ein fleißiger Komponist. Er schrieb vor allem Orgelmusik, aber auch Choräle, Messen, Präludien, Variationen fürs Klavier und sogar Tänze. Viele von seinen Kompositionen werden noch heute gespielt. Daneben schuf er auch ein Handbuch der Orgelmusik und bearbeitete ein Liederbuch für die evangelischen Gemeinden Polens. Die Noten zu seinen Werken wurden in Berlin, Leipzig, Warschau und sogar New York verlegt.